# Yollada Suanyot
Yollada "Nok" Suanyot (en tailandès เกริกก้อง "นก" สวนยศ ; 18 de juny de 1983) és una celebritat i política tailandesa. El 27 de maig de 2012 va ser elegida representant del districte de Mueang Nan a l'Organització Administrativa Provincial de la província de Nan, tot presentant-se com a política independent. Abans d'entrar en política, Suanyot havia estat una model i una reina de la bellesa, així com integrant del grup de música pop Venus Flytrap, on actuava amb el sobrenom de "Nok". Suanyot és una dona transgènere, i ha fundat i presidit l'associació TransFemale, que defensa els drets transgènere. A causa de la manca de reconeixement legal per a les persones transsexuals a Tailàndia, el seu nom masculí de naixement va aparèixer a la papereta electoral. Suanyot es va llicenciar en ciències a la Universitat Thammasat quan tenia 21 anys, té un màster en ciències polítiques i cursa un doctorat en ciències socials a la Universitat Ramkhamhaeng.